# Alkanna
Alkanna Tausch, 1824 è un genere di piante della famiglia delle Boraginacee.

## Descrizione
Il genere comprende piante annuali e perenni con portamento cespuglioso più o meno prostrato,  con fusti più o meno ispidi per setole patenti.

I fiori sono portati in cime terminali con brattee più o meno uguaglianti il calice o anche fino a due volte più lunghe.

I calici possono essere pubescenti-glandulosi con sparse setole o densamente setolosi, divisi fin quasi alla base.
 
La corolla può essere variamente colorata, dal giallo all'azzurro, a volte è pubescente all'esterno e ha un tubo più o meno cilindrico e il lembo infundibuliforme; la fauce è ornata da un anello di peli e a volte da piccole invaginazioni.

Gli stami sono inclusi con l'inserzione a circa la metà del tubo.

Lo stilo è incluso e ha uno stimma intero e piccolo.
 
Le nucule, generalmente due per aborto, hanno una forma che va da subreniforme ad odliquo-ovoide, la loro superficie può variare da granulosa a tubercolata e sono fortemente stipitate.

## Distribuzione e habitat
Il genere è diffuso nelle regioni mediterranee e del Medio Oriente. 
In Italia è presente con due specie: A. tinctoria  e A. lutea.
Predilige i luoghi secchi e aridi.

## Tassonomia
Il genere comprende le seguenti specie:
- Alkanna amana Rech.f.
- Alkanna angustifolia Sümbül
- Alkanna areolata Boiss.
- Alkanna attilae P.H.Davis
- Alkanna aucheriana A.DC.
- Alkanna auranitica Mouterde
- Alkanna bracteosa Boiss.
- Alkanna calliensis Heldr. ex Boiss.
- Alkanna cappadocica Boiss. & Balansa
- Alkanna chrysanthiana Kit Tan
- Alkanna confusa Sam. ex Rech.f.
- Alkanna corcyrensis Hayek
- Alkanna cordifolia K.Koch
- Alkanna dumanii Sümbül
- Alkanna frigida Boiss.
- Alkanna froedinii Rech.f.
- Alkanna galilaea Boiss.
- Alkanna graeca Boiss. & Spruner
- Alkanna haussknechtii Bornm.
- Alkanna hellenica (Boiss.) Rech.f.
- Alkanna hirsutissima (Bertol.) A.DC.
- Alkanna hispida Hub.-Mor.
- Alkanna incana Boiss.
- Alkanna × intercedens Rech.f.
- Alkanna jordanovii St.Kozhukharov
- Alkanna kotschyana A.DC.
- Alkanna leiocarpa Rech.f.
- Alkanna leptophylla  Rech.f.
- Alkanna lutea A.DC.
- Alkanna macrophylla  Boiss. & Heldr.
- Alkanna macrosiphon Boiss. & Heldr.
- Alkanna malatyana Senol & Yildirim
- Alkanna maleolens Bornm.
- Alkanna megacarpa A.DC.
- Alkanna methanaea Hausskn.
- Alkanna milliana Sümbül
- Alkanna mughlae H.Duman, Güner & Cagban
- Alkanna noneiformis Griseb.
- Alkanna oreodoxa Hub.-Mor.
- Alkanna orientalis (L.) Boiss.
- Alkanna pamphylica Hub.-Mor. & Reese
- Alkanna pelia (Halácsy) Rech.f.
- Alkanna phrygia Bornm.
- Alkanna pinardi Boiss.
- Alkanna pindicola Hausskn.
- Alkanna prasinophylla  Rech.f.
- Alkanna primuliflora Griseb.
- Alkanna pseudotinctoria Hub.-Mor.
- Alkanna pulmonaria Griseb.
- Alkanna punctulata Hub.-Mor.
- Alkanna sandwithii Rech.f.
- Alkanna sartoriana Boiss. & Heldr.
- Alkanna saxicola Hub.-Mor.
- Alkanna scardica Griseb.
- Alkanna semiromica Ranjbar & Khalvati
- Alkanna shattuckia Post
- Alkanna sieberi A.DC.
- Alkanna sieheana Rech.f.
- Alkanna stojanovii St.Kozhukharov
- Alkanna stribrnyi Velen.
- Alkanna strigosa Boiss. & Hohen.
- Alkanna sumbulii Yild.
- Alkanna tinctoria (L.) Tausch
- Alkanna trichophila Hub.-Mor.
- Alkanna tubulosa Boiss.
- Alkanna verecunda Hub.-Mor.
- Alkanna viscidula Boiss.